# Phygadeuon capitalis
Phygadeuon capitalis là một loài tò vò trong họ Ichneumonidae.